# Arthur Edwin Hill
Arthur Edwin Hill (ur. 9 stycznia 1888 w Birmingham, zm. 5 czerwca 1966 w Horsham) – brytyjski piłkarz wodny, mistrz olimpijski.
Hill był częścią brytyjskiej drużyny, która na Letnich Igrzyskach Olimpijskich 1912 w Sztokholmie zdobyła złoty medal. W trzech meczach zdobył trzy bramki.